# Aristide Farrenc
Jacques Hippolyte Aristide Farrenc (Marsella, 9 d'abril de 1794 - París, 31 de gener de 1865) fou un flautista, crític musical, musicòleg i editor de música francès.
Després d'haver fet alguns estudis en la seva vila nadiua, el 1815 es traslladà a París, on aconseguí una plaça de segon flauta en l'orquestra del Théâtre Italien, ensems que seguia perfeccionant-se sota la direcció dels flautistes Jean-Louis Tulou, H. Ch. Guillon i de l'oboista G. Vogt. El 1821 casà amb Louise Farrenc, pianista i compositora (París, 1804-1875), amb la que col·laborà en la composició d'algunes obres (quasi totes per a flauta). El 1821 inicià també duraria vint, decidint després dedicar-se a la crítica musical (en diversos diaris, entre ells <La France Musicale>, i de la Revue de Musique Ancienne et moderne), a la investigació bibliogràfica (posseïa una riquíssima biblioteca) i a la musicologia. El resultat de les seves investigacions sobre la música antiga el posà a disposició del seu amic Fétis per a la segona edició de la seva Biographie universelle.
El major testimoni d'aquesta faceta de Farrenc és l'extensíssim Tresor des pianistes, una monumental antologia de texts pianístics des del segle xvi fins a mitjan XIX. L'obra, conclosa per la seva vídua i publicada en vint volums a París de 1861 a 1872, aconseguí un gran èxit de públic, afavorint el descobriment de compositors poc coneguts.